# Salzburg Challenger 1989
Il Salzburg Challenger 1989 è stato un torneo di tennis facente parte della categoria ATP Challenger Series nell'ambito dell'ATP Challenger Series 1989. Il torneo si è giocato a Salisburgo in Austria dal 15 al 21 maggio 1989 su campi in terra rossa.

## Vincitori

### Singolare
Goran Prpić ha battuto in finale  Éric Winogradsky con il punteggio di 6–1, 6–2

### Doppio
Martin Sinner /  Michael Stich hanno battuto in finale  Brett Custer /  Simon Youl per walkover